# يوشيفومي أونو
يوشيفومي أُونو (باليابانية: 大野 貴史) (22 مايو 1978 في أوساكا في اليابان – )؛ هو لاعب كرة قدم ياباني سابق كان يلعب كمدافع.

## وصلات خارجية
- يوشيفومي أونو على موقع رابطة كرة القدم اليابانية للمحترفين (اليابانية)
- يوشيفومي أونو على موقع عالم كرة القدم.نت (الإنجليزية)